# Pannes, Meurthe-et-Moselle
Pannes là một xã của tỉnh Meurthe-et-Moselle, thuộc vùng Grand Est, đông bắc nước nước Pháp. Xã này nằm ở khu vực có độ cao trung bình 217 mét trên mực nước biển.